# Amphiophiura turgida
Amphiophiura turgida is een slangster uit de familie Ophiuridae.
De wetenschappelijke naam van de soort werd in 1930 gepubliceerd door René Koehler.